# Luperina jelskii
Luperina jelskii är en fjärilsart som beskrevs av Charles Oberthür 1881. Luperina jelskii ingår i släktet Luperina och familjen nattflyn. Inga underarter finns listade i Catalogue of Life.